# Stazione di Lumino
La stazione di Lumino era una fermata ferroviaria posta lungo la ex linea ferroviaria a scartamento ridotto Bellinzona-Mesocco chiusa nel 1972, era a servizio del comune di Lumino.

## Storia
La fermata fu aperta il 6 maggio 1907, della prima tratta da Bellinzona a Lostallo per il completamento della linea Bellinzona-Mesocco e chiusa il 27 maggio 1972 al traffico viaggiatori. Dal 1995 venne riattivata insieme alla tratta fra Castione e Cama al traffico turistico e dismessa definitivamente il 27 ottobre 2013.

## Strutture e impianti
Era composta fabbricato viaggiatori in legno e due binari. Non rimane traccia del fabbricato e venne demolito mentre i due binario sono stati smantellati.